# Суслопаров Микола Захарович
Мико́ла Заха́рович Суслопа́ров (* 17 січня 1901, м. Білі на Холмщині — † 21 листопада 1974, Київ) — український бібліограф, мовознавець.

## Біографічні відомості
За словами самого Суслопарова, народився він на Холмщині (1901) і всі його діди та прадіди варили пиво і мали прізвище за прізвиськом Суслопара. В паспорті його прізвище змінили на Суслопаров, чим він був незадоволений.
1919 року закінчив Кам'янець-Подільську гімназію , потім фізико-математичний факультет Кам'янець-Подільського педагогічного інституту, після закінчення якого зайнявся бібліографією і мовами спочатку в бібліотеці Кам'янця, а з 1927 року в Києві, в бібліотеці АН УРСР. Потім він працював в архіві давніх актів і в Інституті Маркса-Енгельса-Леніна при ЦК КП(б)У, де готував українське видання творів В. І. Леніна.
Під час німецько-радянської війни воював у партизанському загоні.
Після війни завідував Подільською філією Центральної наукової бібліотеки АН УРСР, де зосереджені всі старі видання, а в 1962 році пішов на пенсію, щоб продовжувати працювати над дешифруванням стародавньої писемності на Дніпрі.
Знавець класичних мов. Розшифрував низку стародавніх написів трипільської та зрубної археологічних культур, дохристиянського письма на Русі і розробив наукову методику дешифрування давнього письма.